# 宮城県道259号加瀬沼公園線
宮城県道259号加瀬沼公園線（みやぎけんどう259ごう かせぬまこうえんせん）は宮城県の宮城郡利府町の杜の都信用金庫「モリリン加瀬沼公園」と宮城県道8号仙台松島線（利府街道）を結ぶ一般県道である。

## 概要
塩竈市・多賀城市・利府町にまたがる加瀬沼公園から新幹線総合車両センター・新利府駅前を経由し宮城県道8号仙台松島線へ至る、利府町内を走る県道。起点から更に町道、市道を伸ばすと宮城県道35号泉塩釜線にぶつかるため、この路線は多賀城・仙台市東部と利府町を結ぶルートでもある。

### 路線データ
- 起点：加瀬沼公園
- 終点：利府町新中道三丁目
- 実延長：2,194.9 m[1]

## 地理

### 通過する自治体
- 宮城郡
  - 利府町

### 交差する道路
- 宮城県道8号仙台松島線